# Reformierte Kirche Hinwil

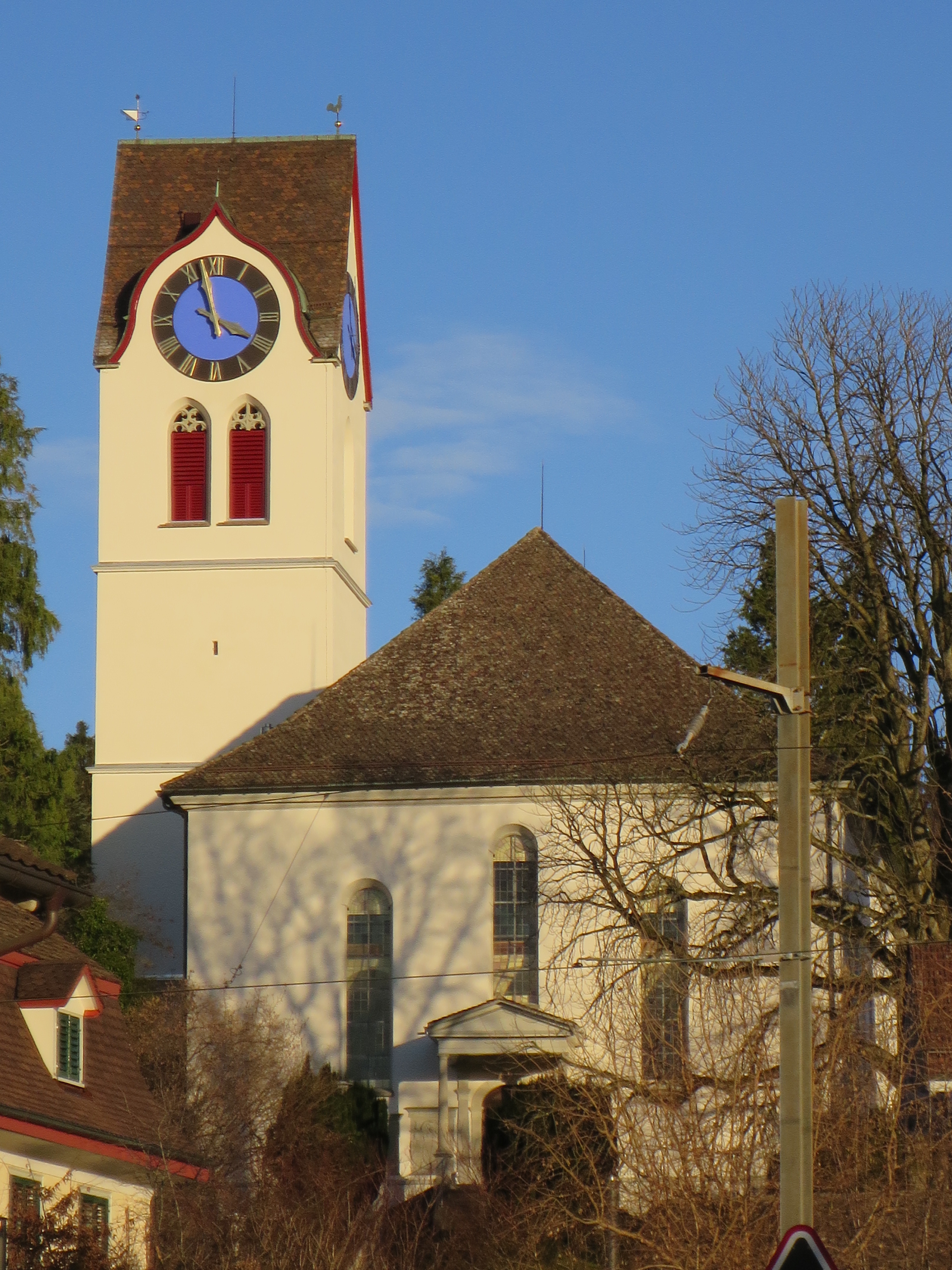
Aussenansicht

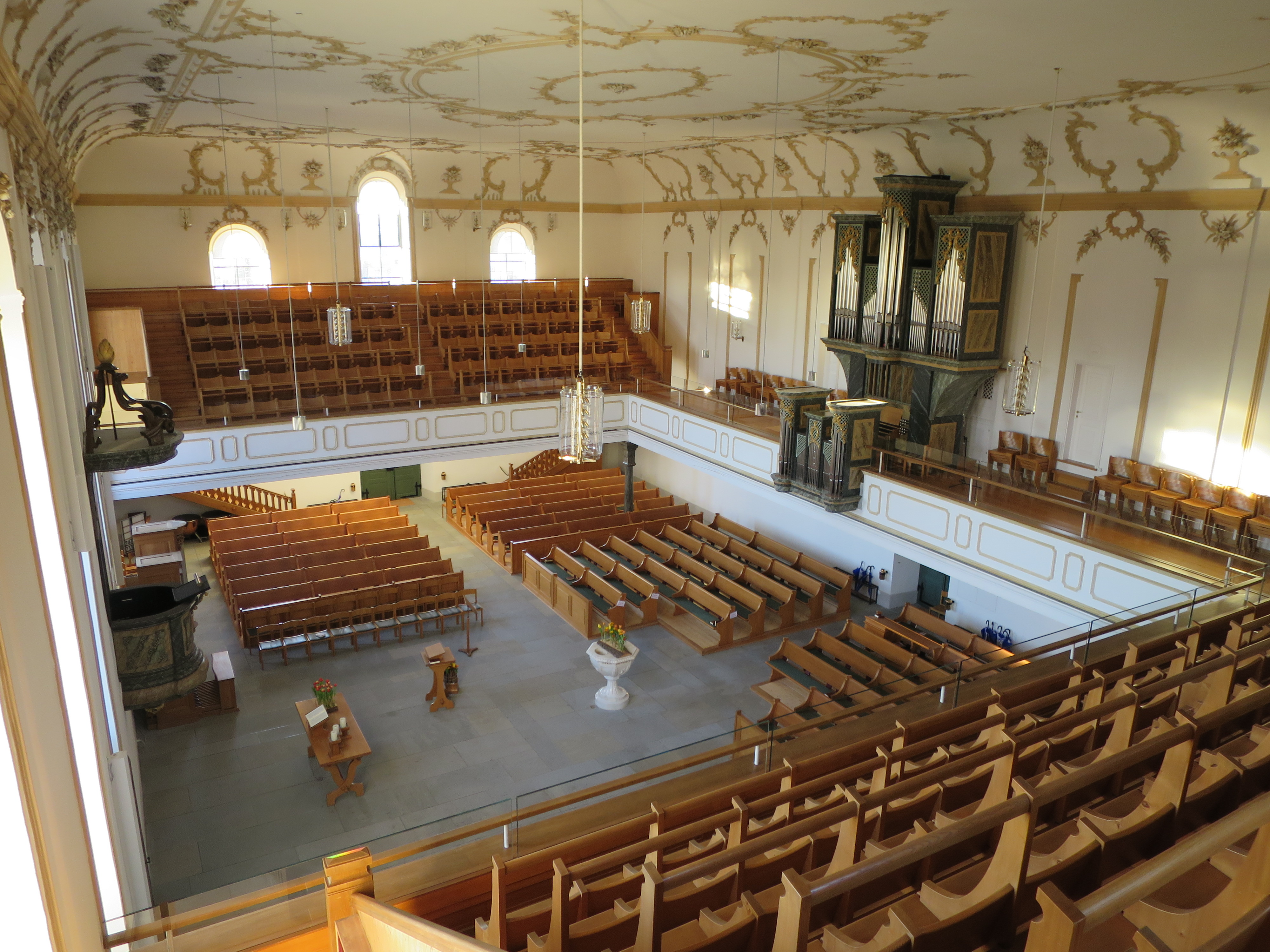
Innenraum

Die reformierte Kirche Hinwil ist eine Querkirche in der Zürcher Landgemeinde Hinwil.

## Geschichte

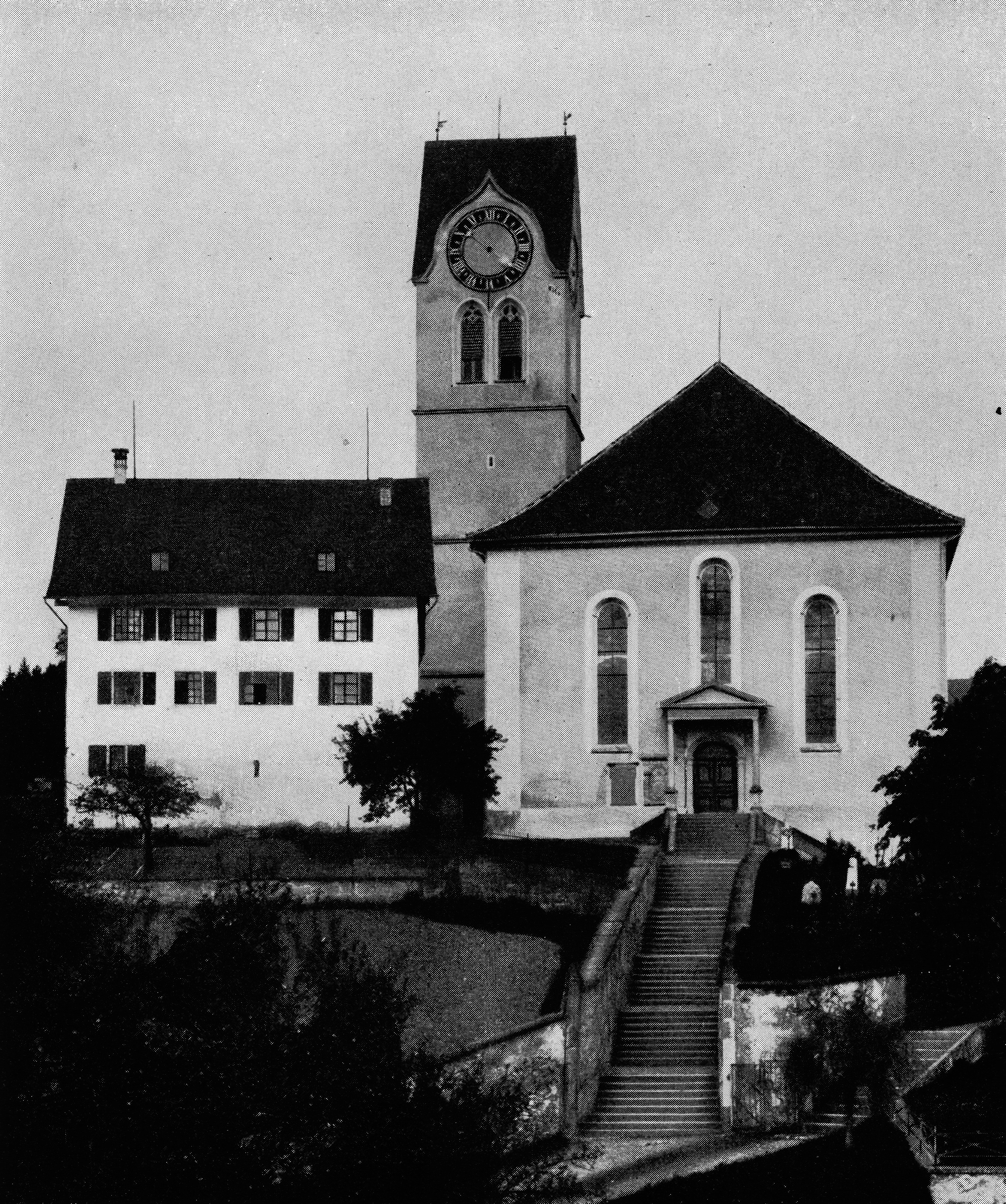
Kirche Hinwil (vor 1932)

Hinwil zählt zu den ältesten Standorten eines christlichen Gotteshauses im Kanton Zürich: Bereits im Jahr 745 wird ein Kirchengebäude erwähnt, auf das später zwei romanische Bauten folgten. Die heutige Kirche entspricht dem protestantischen Typus des quergerichteten Emporensaals, der seit der Errichtung der Kirche Wädenswil 1767 in der Region sehr beliebt war. Die Kirche Hinwil wurde in den Jahren 1786/1787 im Stil des frühen Klassizismus erstellt. Der Turm stammt noch aus dem Spätmittelalter.

## Beschreibung
Pilaster und Stuck im Innern der Kirche sind im Stil des ausgehenden Rokoko angefertigt. Die Kanzel aus Marmor an der Längsseite weist bereits klassizistische Formen auf. Die Portale wurden 1856 im spätklassizistischen Stil ergänzt. 

### Orgel
Als erste Orgel wurde 1868 das aus der reformierten Kirche Wädenswil übernommene, 1824 durch Bergmann & Schildknecht (Donaueschingen) erbaute Instrument eingeweiht. Auf dieses folgte 1943 jenes von Metzler Orgelbau (mit elektrischer Traktur), dieses Instrument steht heute in Plaffeien. Die heutige Orgel (III/P/32) aus dem Hause Mathis stammt von 1973.
Neben der Hauptorgel auf der Empore verfügt die Kirche über eine kleinere Orgel (II/P/7), die ebenfalls von der Firma Mathis, ursprünglich zur Überbrückung der Bauzeit der neuen Orgel, gebaut wurde. Das Instrument von 1970 steht neben der Kanzel.

## Galerie

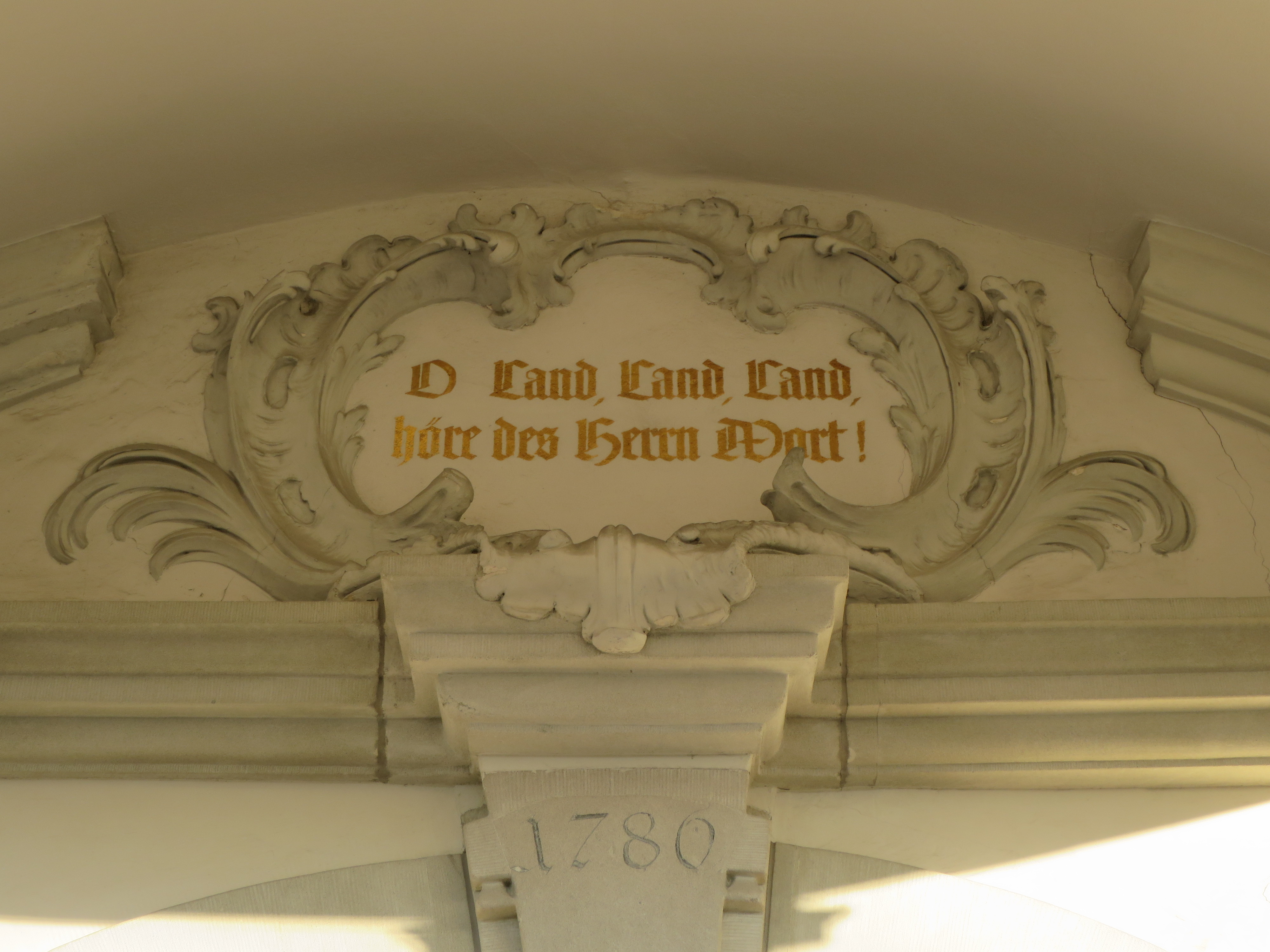
Kartusche mit Inschrift am Hauptportal
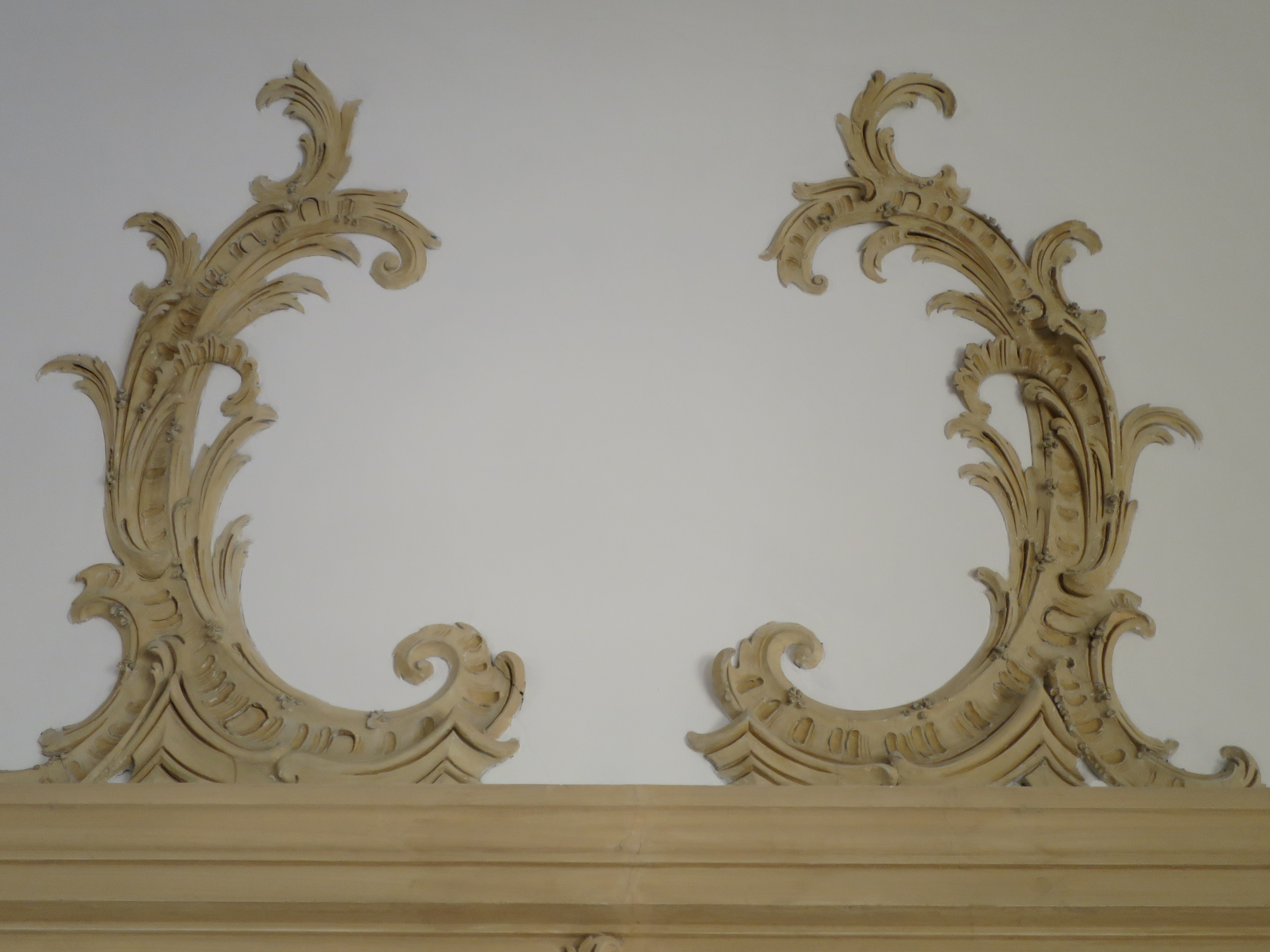
Rocaille-Stuck
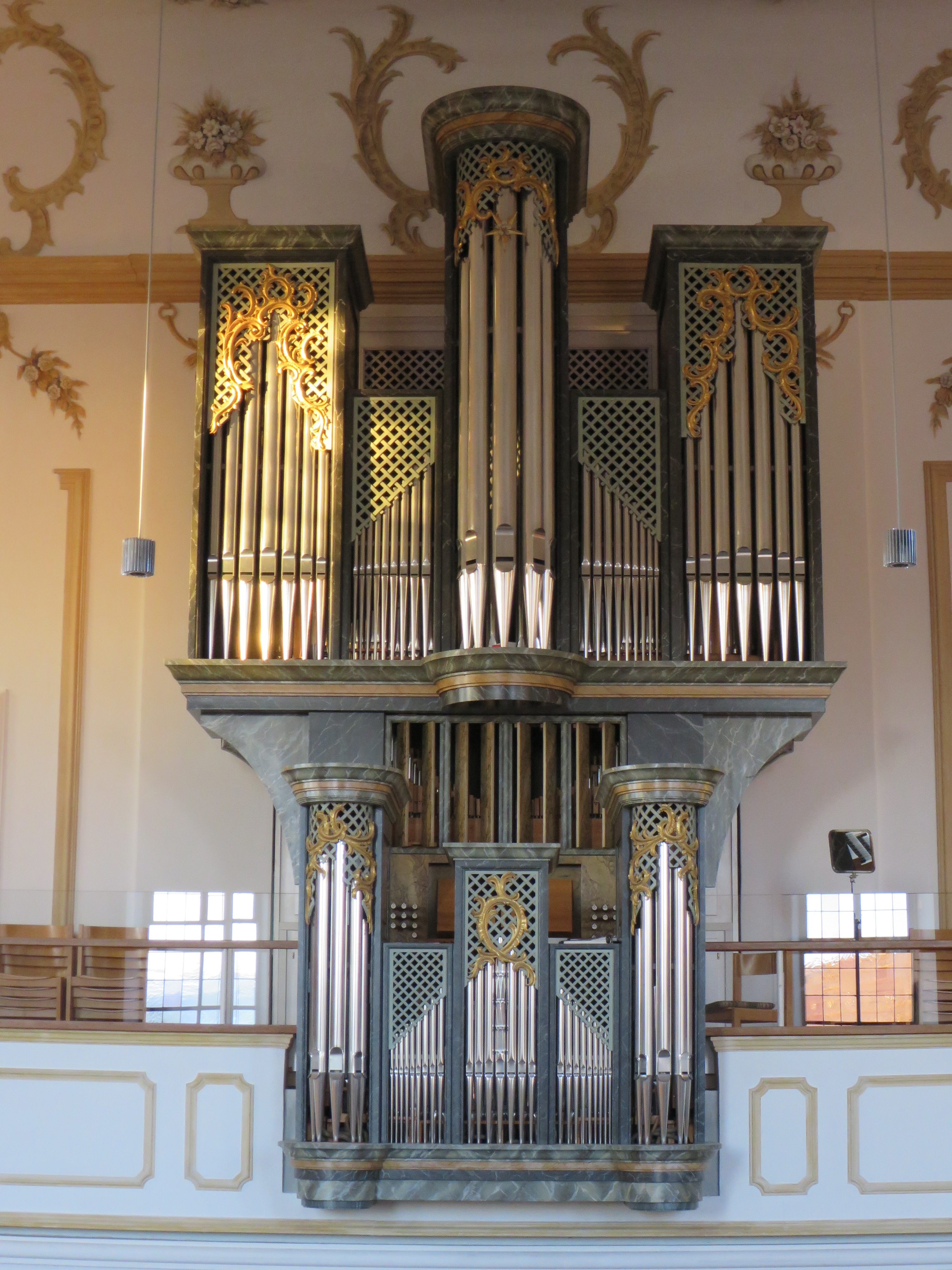
Grosse Orgel
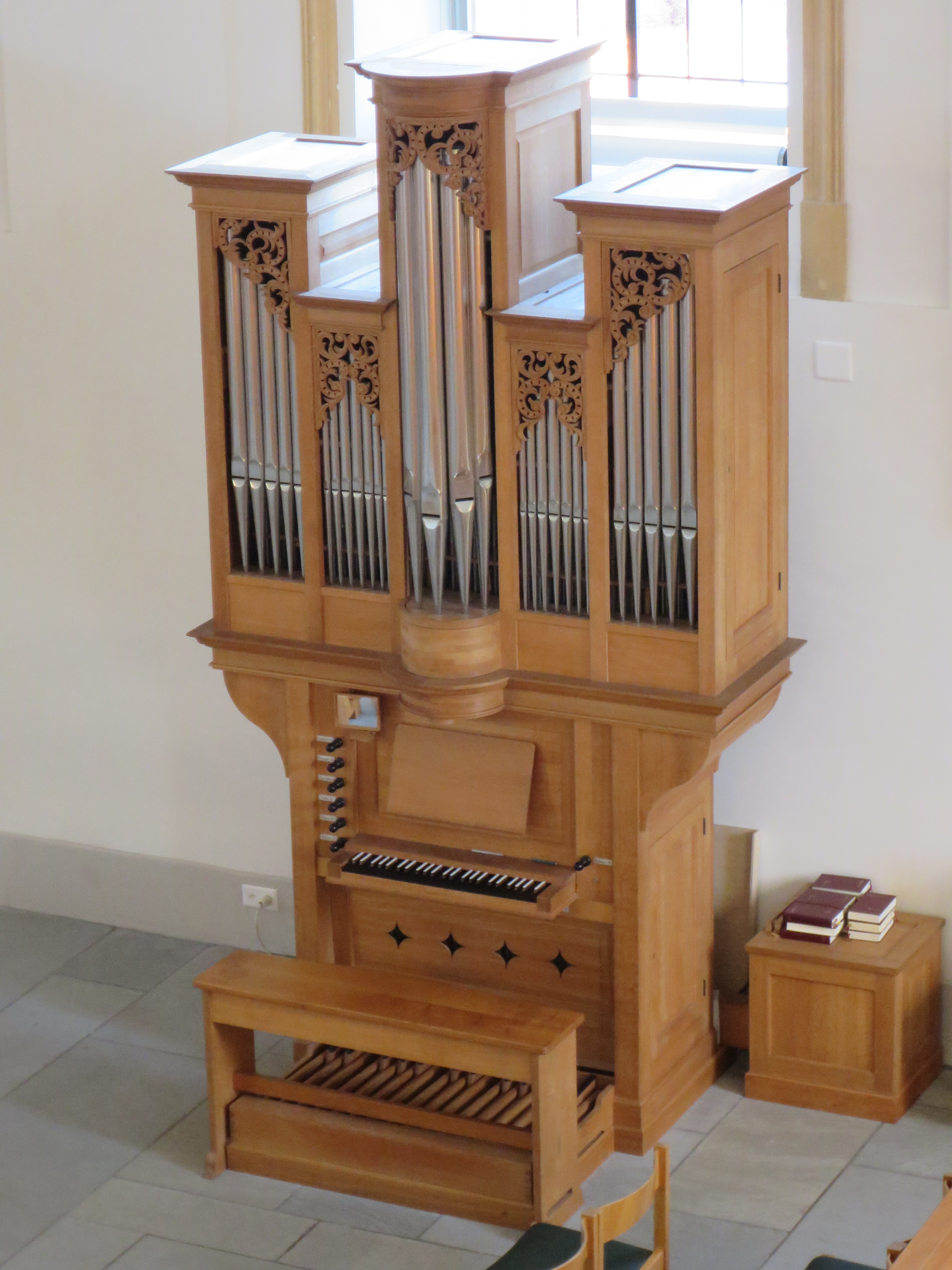
Kleine Orgel